# Vicente Ramos Pérez
Vicente Ramos Pérez (Guardamar del Segura, Comunidad Valenciana, 7 de septiembre de 1919 - 2 de junio de 2011) fue un filósofo, historiador y político español.

## Biografía
Estudió magisterio y derecho en la Universidad de Valencia y se doctoró en Filosofía y Letras en la Universidad Central de Madrid. Trabajó en la Caja de Ahorros del Mediterráneo y fue director honorario de la Biblioteca Gabriel Miró de Alicante desde 1952 hasta 1983, así como de la Casa Museo de Azorín. Creó las revistas Verbo y Sigüenza. En 1957 impartió clases de lengua y literatura española en Estocolmo. Ha sido miembro del Instituto de Estudios Alicantinos, de la Real Academia Española, de la Real Academia de Historia, y del Aula Gabriel Miró. Fue ganador del Premi Valencià de Poesía, y cronista oficial de la provincia de Valencia y de la de Alicante. También es hijo adoptivo de Alicante y Guadalest.Licenciado en Filosofía y Letras en 1943, se doctoró en la Sección de Filología en la Universidad de Valencia en 1963, con la tesis doctoral El mundo de Gabriel Miró, entre los miembros del Tribunal estaba al catedrático Mariano Baquero Goyanes.
Durante la Transición Española destacó por su papel contra el pancatalanismo y fue de los pensadores más destacados en Alicante. En 1980 formó parte de la Associació Defensora dels Interessos Alacantins (ADIA). Intentó crear el partido Unión Provincial Alicantina, pero debido a su fracaso electoral ingresó en Unió Valenciana, partido por el cual, dentro de la Coalición Popular, fue elegido diputado por la circunscripción electoral de Alicante en las elecciones generales de 1982. En 1983 abandonó Unión Valenciana y se integró dentro del Grupo Mixto hasta 1986. También fue miembro de la Real Academia de Cultura Valenciana. En 2006 recibió la Medalla al Mérito Hernandiano de la Fundación Miguel Hernández.

## Obra Poética
- Pórtico Aural. Alicante, 1943
- Voz derramada. Alicante, 1946
- Cántico de la Creación y del Amor. Alicante, 1950
- Elegía a Cristo, Alicante 1951
- Honda llamada. Alicante, 1952 (Donde incluye una elegía a  Miguel Hernández)
- Destino de tu ausencia. Diputación de Valencia, 1957
- Elegías de Guadalest. Premio Alicante de Poesía 1957, Alicante 1958
- Fábulas de la mañana y el mar. IEA. 1960

## Obras de historia, ensayo y erudición
- Vida y obra de Gabriel Miró. Madrid, El Grifón de Plata, 1955
- Viaje a Estocolmo. Alicante. M. Asín, 1962
- Villa y Castillo de Guadalest. Alicante, F. Olcina, 1963
- Vida y obra de Antonio Ramos Carratalá. Caja de Ahorros del Sureste de España, 1965
- El Teatro Principal en la Historia de Alicante, Ayuntamiento, 1965
- Literatura alicantina 1839-1939 (1965)
- Historia de la provincia de Alicante y su capital (1971)
- La guerra civil en la provincia de Alicante 1936-39), 3 volúmenes (1972-1974)
- Pancatalanismo entre valencianos (1978)
- Historia parlamentaria, política y obrera de la provincia de Alicante (1988-1992)
- Alicante en el franquismo (1992-1994)
- Historia de la Diputación Provincial de Alicante (2000-2002).